# Nabta Playa
Nabta Playa is een groot endoreïsch bekken in de Libische Woestijn ongeveer 800 kilometer ten zuiden van het huidige Caïro en circa 100 kilometer westelijk van Aboe Simbel in het diepe zuiden van Egypte.   Het gebied staat bekend vanwege zijn talrijke archeologische locaties.

## Vroege geschiedenis
Tijdens het Holoceen subpluviaal, rond het 10e millennium v.Chr., begon er gaandeweg meer regen te vallen in dit deel van de Sahara, en ten slotte ontstond daaruit zelfs een meer. De vroegste bewoners trokken er mogelijk naartoe omdat zij dankzij de aanwezigheid van water in dit gebied hun vee konden laten grazen.
Archeologische vondsten hebben sporen van menselijke bewoning opgeleverd die teruggaan tot ergens tussen 10.000 en 8.000 jaar voor het begin van onze jaartelling. Deze mensen bezaten veestapels en gebruikten aardewerk versierd met ingewikkelde, mogelijk met behulp van kammen geschilderde patronen (Wavy Line Pottery).
Bewijzen voor grotere, georganiseerde nederzettingen in het gebied gaan terug tot ongeveer 7.000 v.Chr. Behalve door middel van oppervlaktewater wordt dan voor het eerst ook met behulp van diepe putten in de waterbehoefte van mens en dier voorzien. Er zijn resten gevonden van hutten, gebouwd in lange rechte rijen. Levensmiddelen als groente, fruit, gierst, sorghum en truffels zijn aangetoond.
Iets later in het 7e millennium v.Chr. verschenen ook kennelijk uit Zuidwest-Azië geïmporteerde geiten en schapen. Steeds meer en steeds grotere kuddes vee graasden op de velden.

## Hoog organisatieniveau
Archeologische ontdekkingen laten zien dat deze neolithische bevolking kennelijk al een veel hoger niveau van organisatie had bereikt dan haar tijdgenoten dichter bij de Nijlvallei, waar tijdens dezelfde periode de Qadancultuur floreerde. Er waren bovengrondse en ondergrondse steenconstructies, dorpen aangelegd aan de hand van vooraf ontwikkelde bouwplannen, en diepe putten die het hele jaar door in de waterbehoefte konden voorzien.
De gedane vondsten suggereren ook dat het intensieve gebruik van het gebied seizoengebonden was. Het beperkte zich mogelijk tot de zomermaanden, wanneer het plaatselijke meer voldoende water bevatte om er het grazende vee te kunnen drenken. De analyse van menselijke resten tonen een mensentype met verwantschap naar Subsaharaal Afrika.

## Religieuze banden met het oude Egypte
Nog eens 1000 jaar later, rond het 6e millennium v.Chr., verschijnen de eerste bewijzen voor een prehistorische religie of cultus in de vorm van offerdieren, begraven in met klei gevoerde en met stenen afgedekte ruimten.
Hier en daar wordt wel gesuggereerd dat de klaarblijkelijk in Nabta Playa beleden rundercultus een vroege voorloper kan zijn geweest van de Oud-Egyptische Hathor-cultus. Zo werd Hathor bijvoorbeeld in woestijngebieden aanbeden als een nachtelijke beschermer (zie Serabit el-Khadim). In de woorden van de professoren Wendorf en Schild (1998): 
"... vele aspecten van het politieke en ceremoniële leven in de Proto-dynastieke Periode en het Oude Rijk reflecteren een sterke invloed van riten beoefend door nomadische herders rond de Sahara ... hetgeen tegelijkertijd suggereert dat het geloofssysteem van het Oude Koninkrijk weleens van buitenaf opgedrongen kan zijn, bijvoorbeeld ... na een verovering of bezetting door herdersvolken (Coon 1958:295-323; Khazanov 1994)."
Hoewel de religieuze gebruiken rond vee in het gebied banden doet vermoeden met het Oude Egypte, waarschuwt de egyptoloog Mark Lehner niettemin voor al te overspannen verwachtingen: 
"Er lijkt wel wat voor te zeggen, maar niet simpel en kort-door-de-bocht. Je kunt in ieder geval niet zomaar een rechte lijn trekken tussen de megalieten van Nabta Playa en de piramiden van Djoser."
Er zijn ook andere ondergrondse complexen gevonden in Nabta Playa, waaronder één met bewijs voor wat wellicht kan worden beschouwd als een vroege Egyptische poging tot vervaardiging van beeldhouwwerken.

## Megalithische monumenten

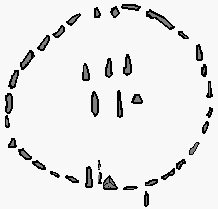
Kring van megalieten bij Nabta

Rond het 5e millennium v.Chr. werd een bouwsel opgericht, dat door sommigen als een van 's werelds vroegst bekende archeoastronomische instrumenten wordt gezien. Het is ongeveer 1000 jaar ouder dan Stonehenge, maar vergelijkbaar met neolithische kringgreppels zoals het observatorium van Goseck in Duitsland. Onderzoek suggereert dat het mogelijk een prehistorische kalender is geweest. Het moment van de zomerwende kon hiermee met enige nauwkeurigheid worden bepaald. De meeste andere archeoastronomische claims werden echter door later onderzoek in twijfel getrokken, onder meer omdat de berekende datums van de veronderstelde sterrenposities niet in overeenstemming waren met de archeologische datering van het complex. 